# Lycianthes impar
Lycianthes impar är en potatisväxtart som först beskrevs av Otto Warburg, och fick sitt nu gällande namn av Friedrich August Georg Bitter. Lycianthes impar ingår i Himmelsögonsläktet som ingår i familjen potatisväxter. Inga underarter finns listade i Catalogue of Life.